# Organización 501(c)(3)
Una organización 501(c)(3) es una corporación, fideicomiso, asociación no incorporada u otro tipo de organización exenta del impuesto federal sobre la renta bajo la sección 501(c)(3) del Título 26 del Código de los Estados Unidos. Es uno de los 29 tipos de organizaciones sin ánimo de lucro 501(c) de los Estados Unidos.
Las exenciones tributarias del artículo 501(c)(3) se aplican a las entidades que se organizan y operan exclusivamente con fines religiosos, caritativos, científicos, literarios o educativos, para realizar pruebas de seguridad pública, para fomentar competiciones deportivas aficionadas nacionales o internacionales, para la prevención de la crueldad contra los niños, las mujeres o los animales. 
La exención fiscal 501(c)(3) se aplica también a cualquier fundación, fondo, asociación cooperativa o fundación comunitaria no constituida en sociedad organizada y operada exclusivamente para esos fines. También hay organizaciones de apoyo, que son amigas de otras organizaciones.
El título 26 proporciona una deducción fiscal para propósitos de impuestos federales, para algunos donantes que hacen contribuciones caritativas a la mayoría de los tipos de organizaciones 501(c)(3), entre otras. Las regulaciones especifican qué deducciones deben ser verificables para ser permitidas (por ejemplo, los recibos por donaciones de más de 250 dólares estadounidenses).
Debido a las deducciones impositivas asociadas con las donaciones, la pérdida del estatus 501(c)(3) puede ser altamente desafiante, si no fatal, para las operaciones continuas de una organización benéfica, ya que muchas fundaciones y programas corporativos de emparejamiento no otorgan fondos a una organización benéfica sin dicho estatus, y los donantes individuales a menudo no donan a dicha organización benéfica debido a la falta de disponibilidad de la deducción fiscal.

## Exención de impuestos
Los tipos más reconocibles de organizaciones sin fines de lucro son las organizaciones benéficas 501c3 que se incluyen en la sección 501 del Código de Rentas Internas. Sin embargo, las actividades que realizan estas organizaciones públicas dictan la clasificación de exención de impuestos por parte del IRS.
Las principales clasificaciones de organizaciones sin fines de lucro exentas de impuestos son:
- Organizaciones benéficas
- Organización de bienestar social
- Organización agrícola u hortícola
- Organización laboral
- Liga comercial (Asociación comercial)
- Clubes sociales
- Sociedades fraternales
- Asociaciones o fondos de beneficios para empleados
- Organizaciones de veteranos
- Organizaciones políticas
- Otros tipos de organizaciones exentas[3]